# تلوث ضوضائي
التلوث السمعي أو التلوث الضوضائي (Noise pollution أو sound pollution) هو خليط متنافر من الأصوات ذات استمرارية غير مرغوب فيها، وتحدث عادة بسبب التقدم الصناعي، يرتبط التلوث السمعي أو الضوضائي ارتباطاً وثيقاً في الأماكن المتقدمة وخاصة الأماكن الصناعية. وتقاس عادةً بمقاييس مستوى الصوت، والديسيبل هي الوحدة المعروفة عالمياً لقياس الصوت وشدة الضوضاء.

## ضوضاء المدن
أصبحت الضوضاء السمة الرئيسية للمدن، والتزاحم هو المسؤول الأول عن ذلك، ويعتبر معظم سكان المدن أن الضوضاء الزائدة تحتل المرتبة الثانية مباشرةً بعد تلوث المياه بين القضايا البيئية التي تحظي باهتمامهم. وأظهرت دراسة قامت بها إدارة الإسكان والتنمية الحضرية في الولايات المتحدة الأمريكية أن سكان المدن في أغلب الأحوال اعتبروا أن الضوضاء هي أسوأ صفة لمنطقة السكن، كما حُدِّدَ أن الضوضاء والجريمة هما أكبر عاملين ضمن العوامل التي تؤدي إلى رغبة الناس في الانتقال إلى جزء آخر من المدينة. ولذلك الضوضاء في المدن مشكلة دائمة ومزمنة.

## قياس الضوضاء ومستوياته

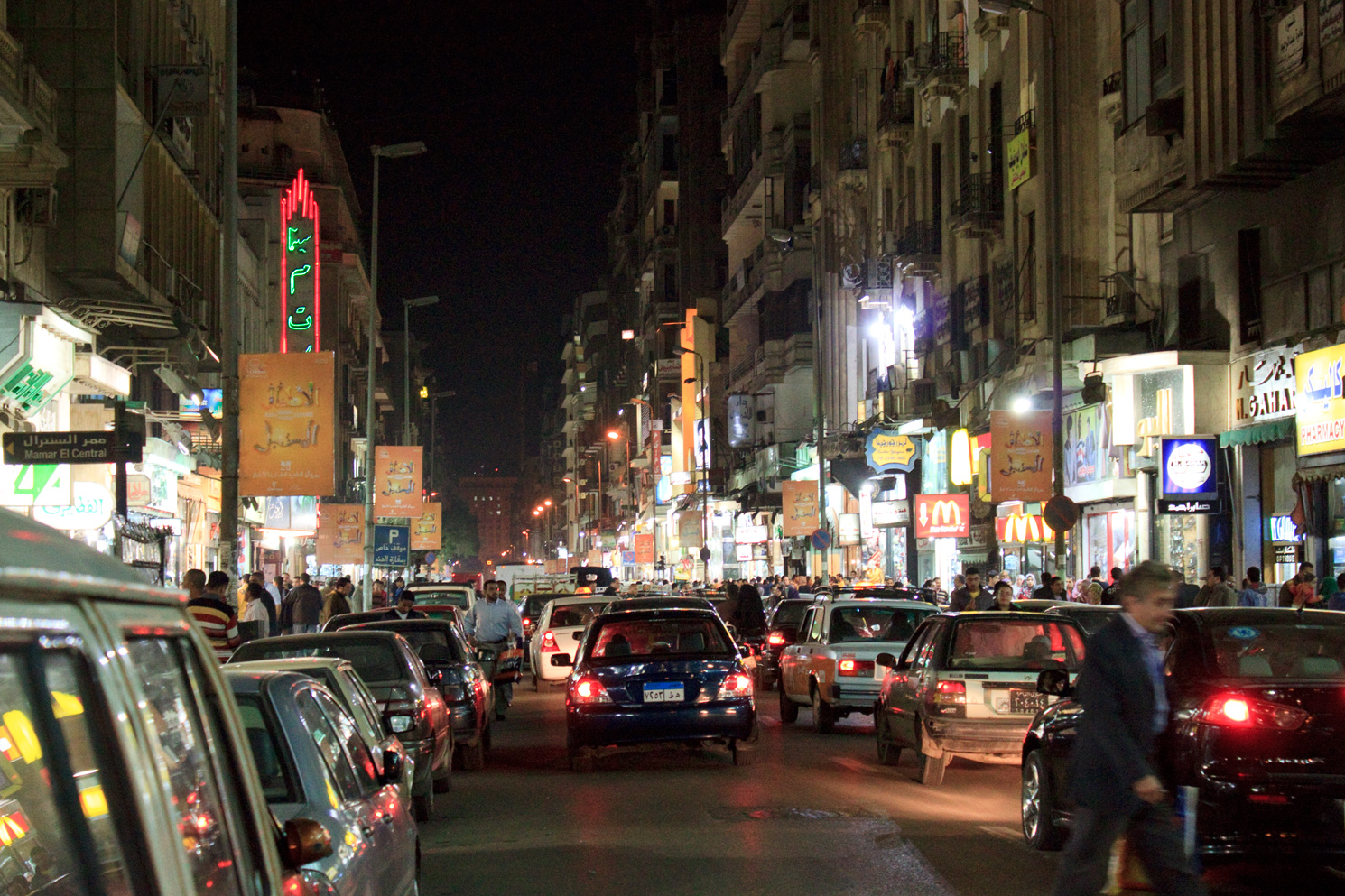
الزحام الليلي أحد سمات منطقة وسط البلد بالقاهرة.

يمكن قياس الضوضاء بطرق فيزيائية يُعبّر عنها بالديسيبل أو الفون، فمثلاً يُقدّر كلام الفرد العادي من 50 إلى 60 ديسبيل، والضوضاء الناجمة عن بوق مثلاً تساوي 100 ديسيبل. وقد تصل حركة الأجسام وحفيف الملابس إلى 20 ديسيبل. ولكن الضوضاء التي تزيد شدتها عن 30 فوناً تسبب اضطرابات نفسية، والضوضاء التي تبلغ ما بين 60 و90 فوناً تسبب متاعب نفسية وعصبية وعيوباً في درجة السمع. أما الضوضاء التي تزيد عن 120 فوناً فتؤثر تأثيراً مباشراً على خلايا الكتلة العصبية داخل الأذن.
وفي دراسة أجرتها وزارة الصحة المصرية عام 1988 في القاهرة وضواحيها، قِيسَت الضوضاء طوال فترات الأيام المتعاقبة (8 ساعات لكل يوم) بمنطقة وسط البلد المكتظة بالسكان والمحال التجارية، ثبت تراوح شدة الضوضاء بين 58 ديسيبل بالمناطق السكنية الهادئة، و73.5 ديسيبل بالمناطق السكنية المزدحمة مساءً، وفي وسط المدينة تراوحت بين 64.5 و69.2 ديسيبل.
ويعتقد البعض أن مصدر الضوضاء يتمثل في البيئة الخارجية فقط، لكن من الممكن أن تكون البيئة الداخلية أيضاً هي مصدر للضوضاء. وبصفة عامة يرتبط فقدان السمع الدائم بمستويات الضوضاء التي تزيد على 85 ديسيبل، وقد يتعرض الشخص لمستويات ضوضاء معتادة بالمنزل؛ وبمرور الوقت يفقد الإنسان حاسة السمع، وقد يحدث ان السمع أيضاً نتيجة التعرض المفاجئ للضوضاء، مثل سماع صوت انفجار ألعاب نارية.

## مصادر الضوضاء

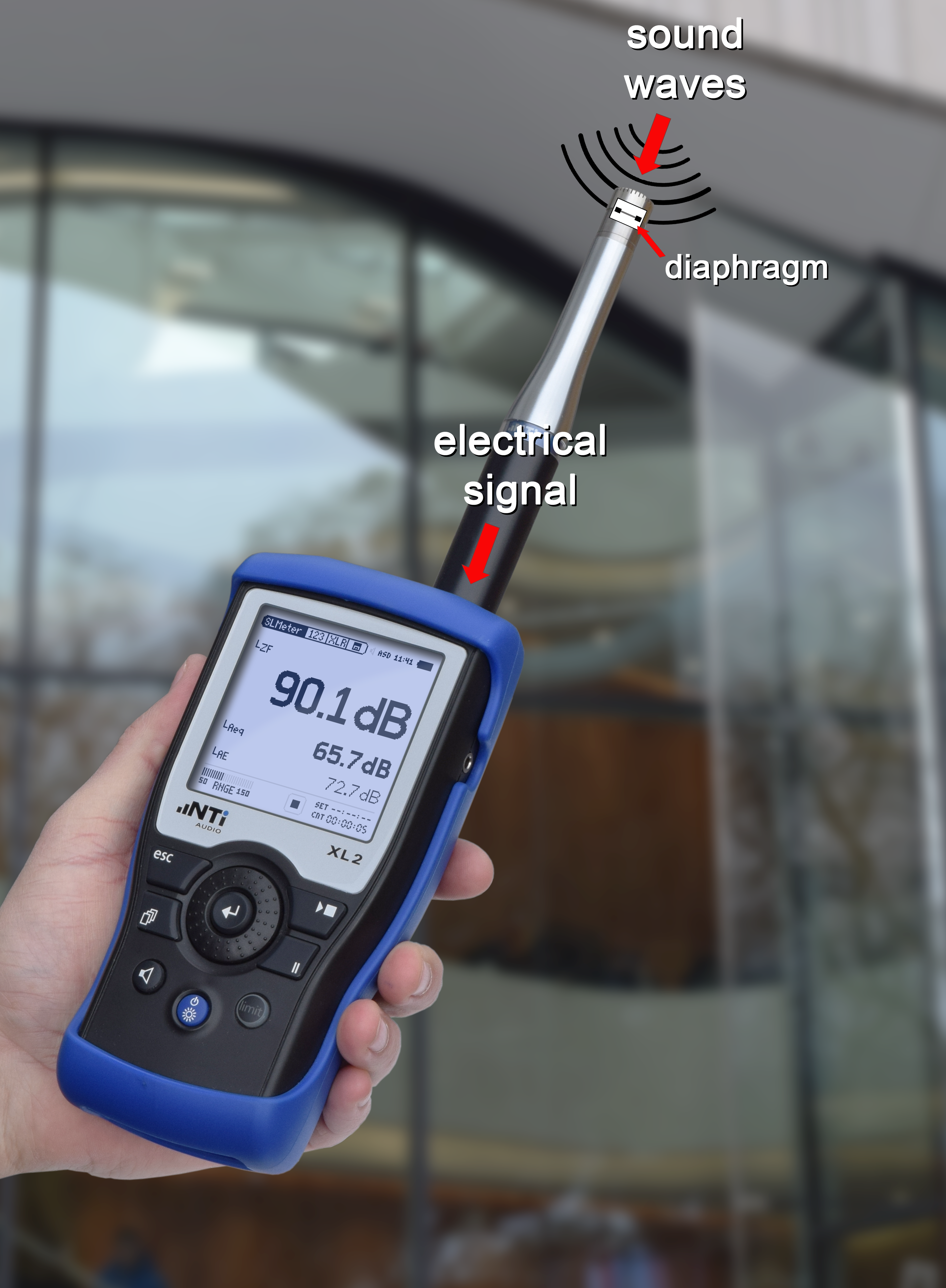
يعد مقياس مستوى الصوت أحد الأدوات الرئيسية لقياس الأصوات في البيئة ومكان العمل.

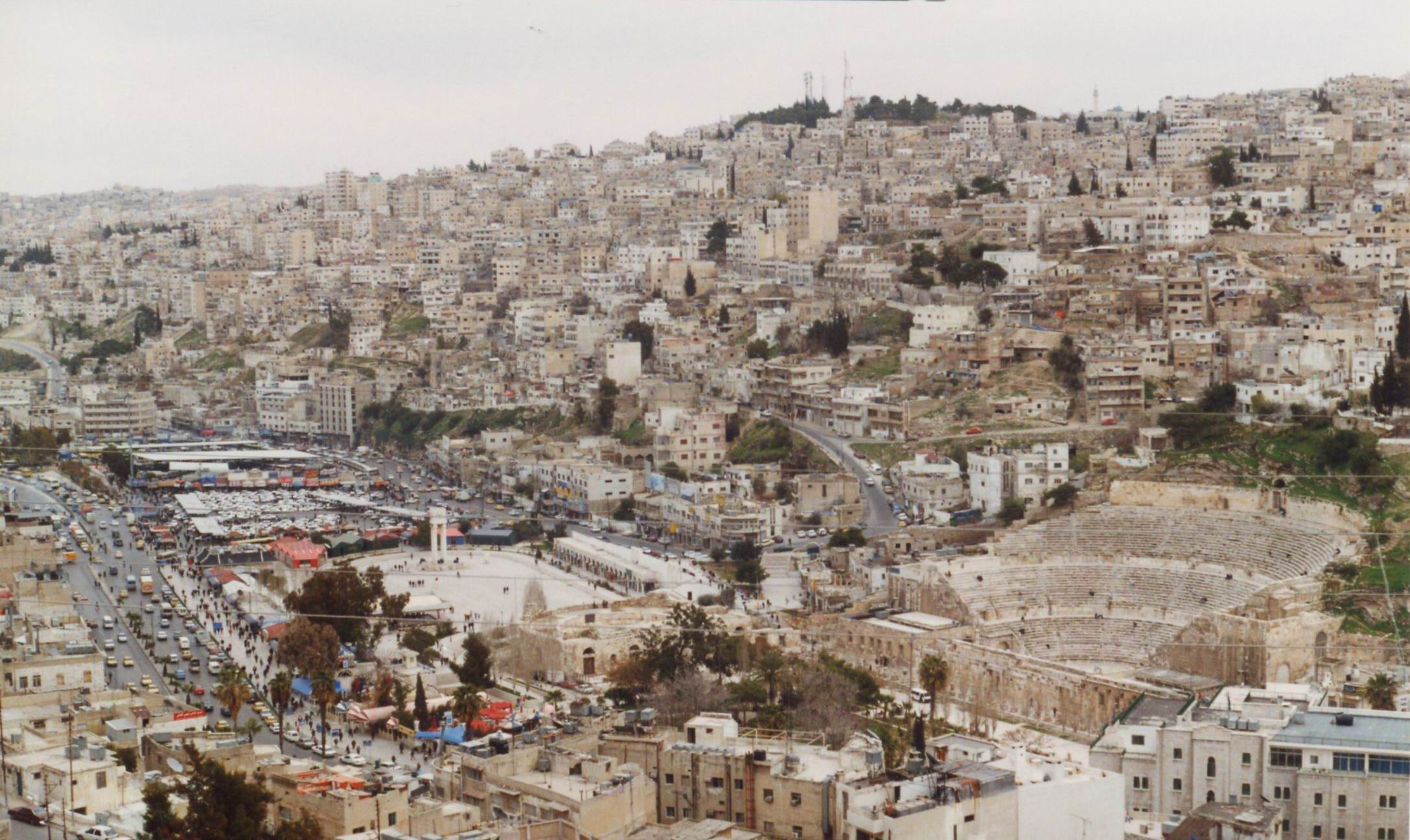
حركة المرور المتزايدة في عمّان تزيد من نمو المدن كغيرها من المدن الكبيرة، مما يؤدي إلى زيادة ضجيج المركبات.

## الآثار الضارة المترتبة

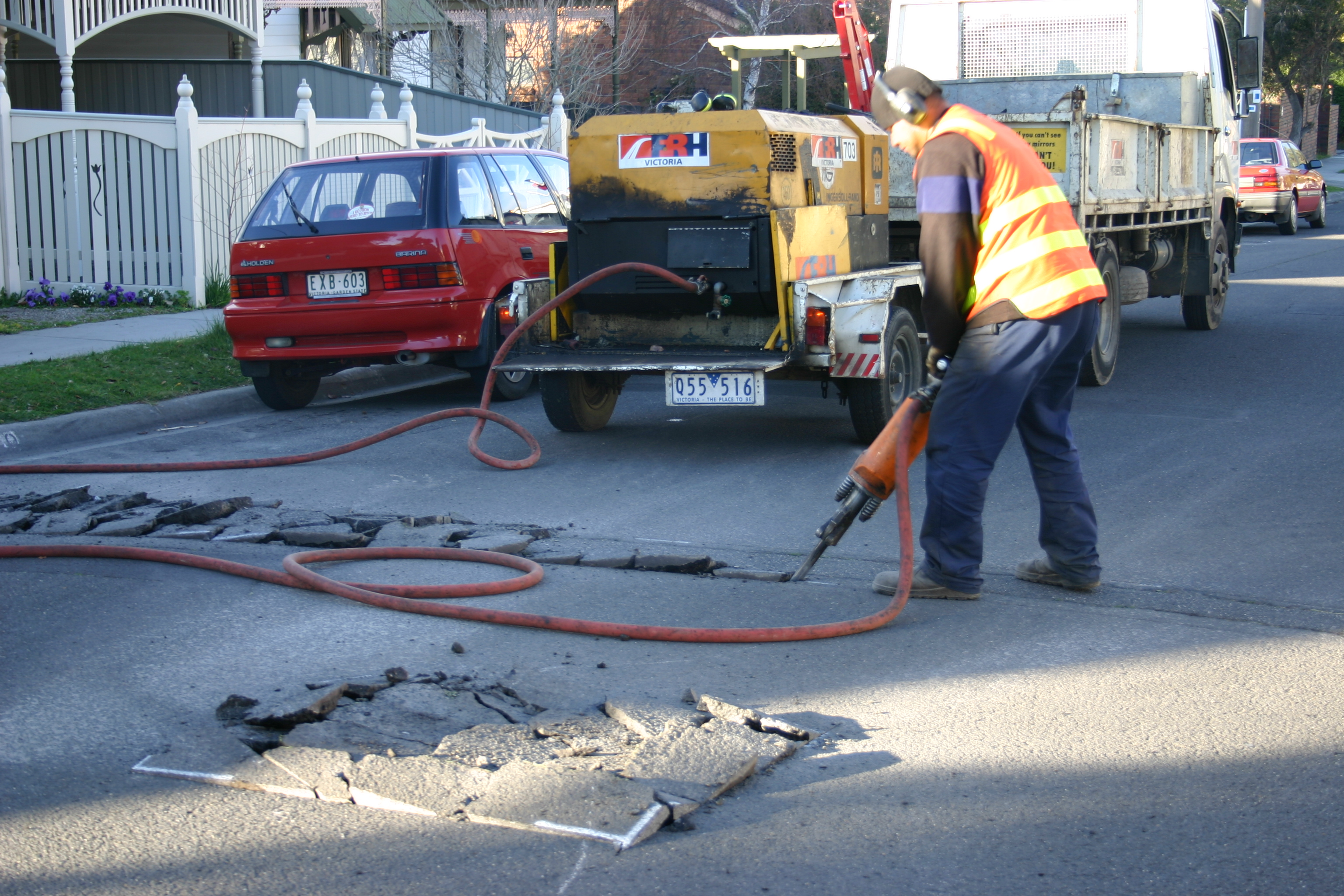
أعمال الحفر أحد الأعمال التي ينتج عنها ضوضاء شديدة.